# Kimisagara
Kimisagara est un secteur (umurenge) du district de Nyarugenge, dans la province de Kigali, au Rwanda. Il est situé dans la partie sud-ouest de la ville de Kigali.

## Géographie
Sa frontière nord est délimitée par la rivière Nyabugogo.

## Démographie
En 2012, sa population, était de 46 753 habitants.
Selon le recensement  de 2022, le secteur comptait une population totale de 56 534 habitans. voici la répartition démographique par sexe:
- Hommes: 28 905
- Femmes: 27 629

L'Autorité Rwandaise de gestion de l'environnement a émis l'hypothèse que le déséquilibre du ratio hommes-femmes s'explique par la tendance des hommes à migre vers la ville à la recherche d'un emploi en dehors du secteur agricole, tandis que leurs épouses restent dans les foyers ruraux.
En 2022, le taux d'urbanisation était de 100 %. La population est relativement jeune: 31,8 % ont moins de 15 ans, 67% ont entre entre 15 et 64 ans, et seulement , 1,1 % on plus de 64 ans 

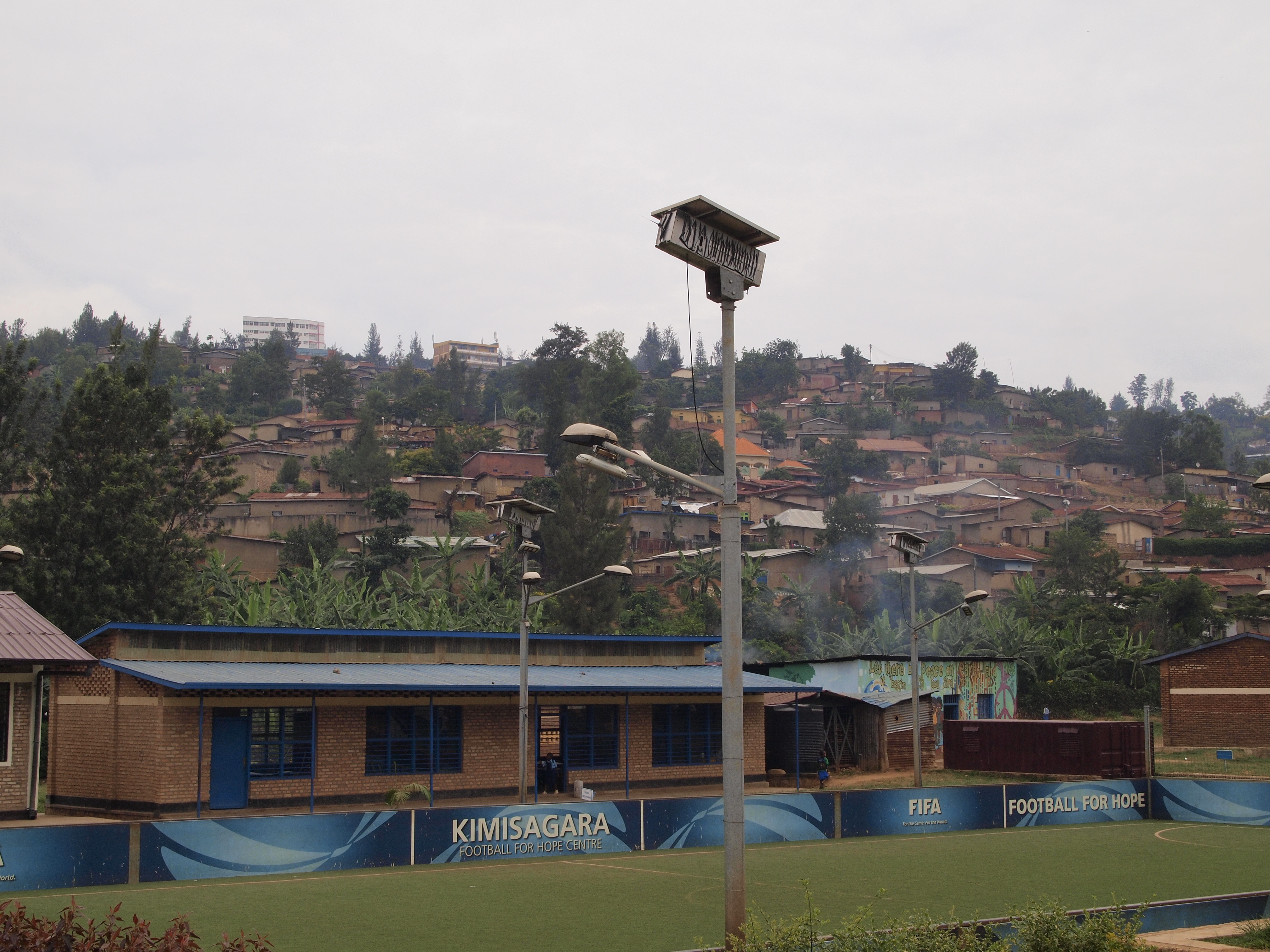
Le Centre Football pour l'espoir

Il abrite l'usine de traitement des eaux de Kimisagara ,le centre de jeunesse de Kimisagara   ainsi que centre  de football pour l'espoir de Kimisagara. 

## Secteurs
Le district de Nyarugenge est divisé en 10 secteurs ( imirenge ) : Gitega, Kanyinya, Kigali, Kimisagara, Mageragere, Muhima, Nyakabanda, Nyamirambo, Nyarugenge et Rwezamenyo.

## Éducation
Le secteur de Kimisagara abrite l'École Primaire Muganza.